# Saliou Ciss
Saliou Ciss (Dakar, 15 de setembro de 1989) é um futebolista profissional senegalês que atua como defensor, atualmente defende o AS Nancy.

## Carreira
Saliou Ciss fez parte do elenco da Seleção Senegalesa de Futebol nas Olimpíadas de 2012.

## Títulos
Senegal
- Campeonato Africano das Nações: 2021